# Canthigaster capistrata
Canthigaster capistrata är en fiskart som först beskrevs av Lowe 1839.  Canthigaster capistrata ingår i släktet Canthigaster och familjen blåsfiskar. Inga underarter finns listade.